# 4625 Щедрін
4625 Щедрін (4625 Shchedrin) — астероїд головного поясу, відкритий 20 жовтня 1982 року.
Тіссеранів параметр щодо Юпітера — 3,372.